# Tonga High School
Tonga High School es una escuela secundaria mixta ubicada en Nukualofa, Tonga. 

## Historia
La institución fue establecida en 1947 por el príncipe Tungi, quien más tarde se convertiría en el rey Taufa'ahau Tupou IV. Se buscaba proporcionar una oportunidad para que los estudiantes alcanzaran un nivel de educación equivalente al ofrecido en países vecinos como Nueva Zelanda y Australia.
Las instalaciones fueron construidas con apoyo del gobierno chino, y fueron inauguradas el 2 de julio de 2005. Las mismas incluyen 34 aulas y 18 laboratorios y pueden alojar a más de mil estudiantes. En 2009 se construyó un gimnasio, una piscina y un estadio deportivo.   
En 2005 habían 1154 estudiantes matriculados. En la institución hay cuatro casas, las cuales son: Nua (Amarillo), Kava (Rojo), Sangone (Azul) y Tele'a (Verde). 
La actual directora es  'Amelia Fuko Folaumahina.
El 20 de enero de 2023 se realizó la ceremonia inaugural de la construcción de un complejo deportivo en las instalaciones del centro por parte del Gobierno de la República Popular China. El Tonga High School Indoor Stadium fue inaugurado por el príncipe Tupouto'a Jorge Constantino el 22 de agosto de 2024.

## Notables

### Docentes
- Sosefo Fe'aomoeata Vakata, político
- Afuʻalo Matoto - político
- Sialeʻataongo Tuʻivakanō, ex-primer ministro

### Estudiantes
- Viliami Latu, político
- Pita Taufatofua - practicante de taekwondo australiano
- Clive Edwards, antiguo miembro del Gabinete
- Rdo. Samisoni Fonomanu Tu'i'afitu, noble
- Dr. Futa Helu, filósofo, historiador, educador y fundador del Instituto Atenisi.
- Titilupe Fanetupouvava'u Tuita Tu'ivakano, miembro de la Casa de Tupou; Alta Comisionada en el Reino Unido.[6]